# Marc Valeri Màxim Corví
Marc Valeri Màxim Corví (en llatí Marcus Valerius M. F. M. N. Maximus Corvinus) va ser un magistrat romà probablement fill de Marc Valeri Corv. Formava part de la gens Valèria, una antiga família romana d'origen patrici.
Va ser cinc vegades cònsol durant les guerres samnites. Va ser cònsol juntament amb Quintus Caedicius Noctua l'any 289 aC, i només el mencionen els Fasti. La pèrdua del llibre de Tit Livi que parlava d'aquestes dates fa que no es conegui res del seu consolat.